# SASCOM

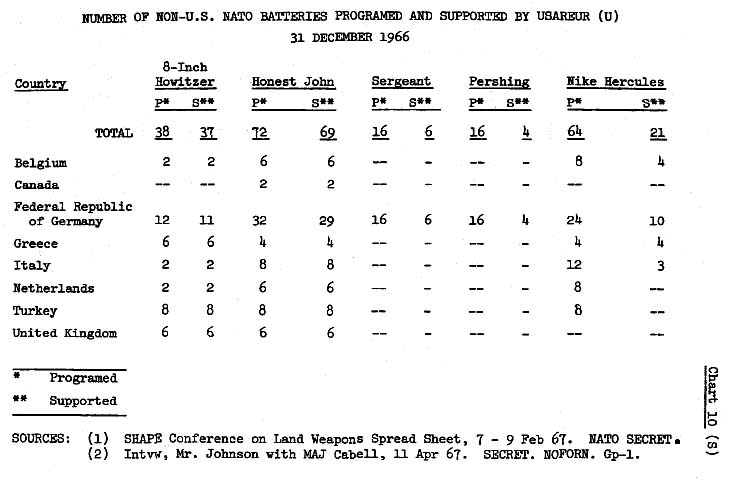
Übersicht über die von den USA nuklear ausgestatteten NATO-Partner, 1966

Das Special Ammunition Support Command, kurz SASCOM, war eine militärische Organisationseinheit der Streitkräfte der Vereinigten Staaten, mit der sie einen Beitrag zur nuklearen Bewaffnung der NATO-Bündnispartner leisteten.
Die SASCOM wurde am 15. April 1960 gegründet. Ihr Sitz war Heidelberg. Zu ihren Aufgaben gehörte die Verwaltung und Kontrolle der Transporte und der Handhabung der Honest-John-Raketen.
Im Jahre 1967 bestand die SASCOM aus zehn U.S. Army Artillery Groups mit 38 missile artillery detachments.
Sie wurde 1972 wieder aufgegeben, die 552nd U.S. Army Artillery Group und die 514th U.S. Army Artillery Group wurden aufgelöst. Die unterstellten Einheiten kamen zur 59th Ordnance Group, 1977 umbenannt in 59th Ordnance Brigade.